# エルサレムのキュリロス
エルサレムの聖キュリロス（ギリシア語: Κύριλλος Α΄ Ἱεροσολύμων, 英語: Cyril of Jerusalem、313年頃 – 386年）は、4世紀の傑出した神学者の一人。エルサレム主教（在位：350年 – 386年）。正教会、カトリック教会、聖公会で聖人として崇敬される。ギリシャ教父（聖師父）に数えられ、カトリック教会では教会博士に数えられている。
「キュリロス」は現代ギリシャ語からはキリロスと転写出来る。日本正教会では教会スラヴ語再建音からイェルサリムの聖キリル等と表記される。日本のカトリック教会ではエルサレムの聖チリロ、聖チリロ（エルサレム）司教教会博士などと表記される。記憶日は3月18日（ユリウス暦を使用する各正教会においては3月31日に相当）。

## 生涯
エルサレム教会の下に教育を受け、エルサレムの地で苦行の生活を行っていたが、346年頃、司祭に叙聖（叙階）された。その後パレスティナ・カイサリアの主教アカキオスとアンティオキアのメレティオス(en) の希望を受け、前任者であるマクシモス(en) を継いで351年にエルサレム主教となった。この事をもってキュリロスは当時起こっていた異端アリウス派と戦う事となる。
キュリロスの主教位着座を希望していたカイサリアのアカキオス(en) であったが、やがてキュリロスと対立するようになった。エルサレム主教は既に使徒座の主教として他の主教達よりも上位の尊敬を受けていたが、アカキオスは自分に従うようキュリロスに要求した。この事には、アカキオスがアリウス派に親和的であり、同派に同調するようキュリロスに迫るという意味合いがあった。これに応じないキュリロスをアカキオスはエルサレム地方会議（357年）に訴え、一時キュリロスはアカキオスとその少数の同調者によって、教会裁判上の上訴も許されず追放された。
キュリロスが追放先のタルソで声望が高まっていた事に焦ったアカキオスはキュリロスを主教裁判に訴えたが、逆に359年のセレウキア教会会議(en) でアカキオスが罷免され、キュリロスはエルサレム主教に復位した。しかしアリウス派であるコンスタンティノポリス主教のエウドクシオス(en) とアカキオス(en) の結託により、360年に再び流罪にされた。
ユリアヌス帝が即位すると、キュリロスは再び復位した。皇帝のユダヤ教優遇策やアリウス派以外の様々な異端（アポリナリオス主義等）による紛争が起きる中、キュリロスはエルサレム教会における異端との論争や、異端から教会に戻った人々を含めた教会の和睦に努めた。381年には第1コンスタンティノポリス公会議（第二全地公会）に参加している。
386年、平安のうちに永眠。

## 著作
日本語訳されたエルサレムのキュリロスの著作としては、明治時代の日本正教会において全訳が出版されており（1903年）、国立国会図書館による近代デジタルライブラリーで『イェルサリムの大主教聖キリル全書』として閲覧が可能となっている。平凡社による『中世思想原典集成 2 盛期ギリシャ教父』にも「洗礼志願者のための秘義教話」の一部が収録されている。
洗礼をこれから受ける者（啓蒙者）、洗礼を新しく受けた者に対する啓蒙の教えが、キュリロスの著述の内容となっている。この啓蒙の教えにおいては、定理（教義）の教え、式礼の説明、いずれも重要な要素となっており、サクラメント（機密・秘蹟）についての教えも含まれている。生神女（テオトコス）の語彙も著作に用いられている。
アリウス派、サベリウス主義、アポリナリオス主義、グノーシス主義、ユダヤ教といった異端に対する論駁が著述に含まれるが、激越な語調はあまり見られないとされる。
キュリロスの著述には4世紀の聖体礼儀における犠牲の定理（教義）をはじめとする、当時の教会における礼拝をめぐる生活が示されているほか、信仰の内面における神秘に対する伝統的な沈黙という態度も示されているとされる。
19世紀ロシア正教会のチェルニゴフ大主教フィラレートは、キュリロスの式礼（奉神礼）における教えに示されている内容が、現代に正教会で行われている奉神礼の内容と非常に近いと捉えられる事（一例として洗礼機密と傅膏機密を分離せずに連続して行う事など）を以て、式礼が当時と大きく異なる（と正教会が捉える）プロテスタントとローマ・カトリック教会に対する批判としての意義がキュリロスの教えにあると捉えている。